# Carnevale di Vilanova i la Geltrú

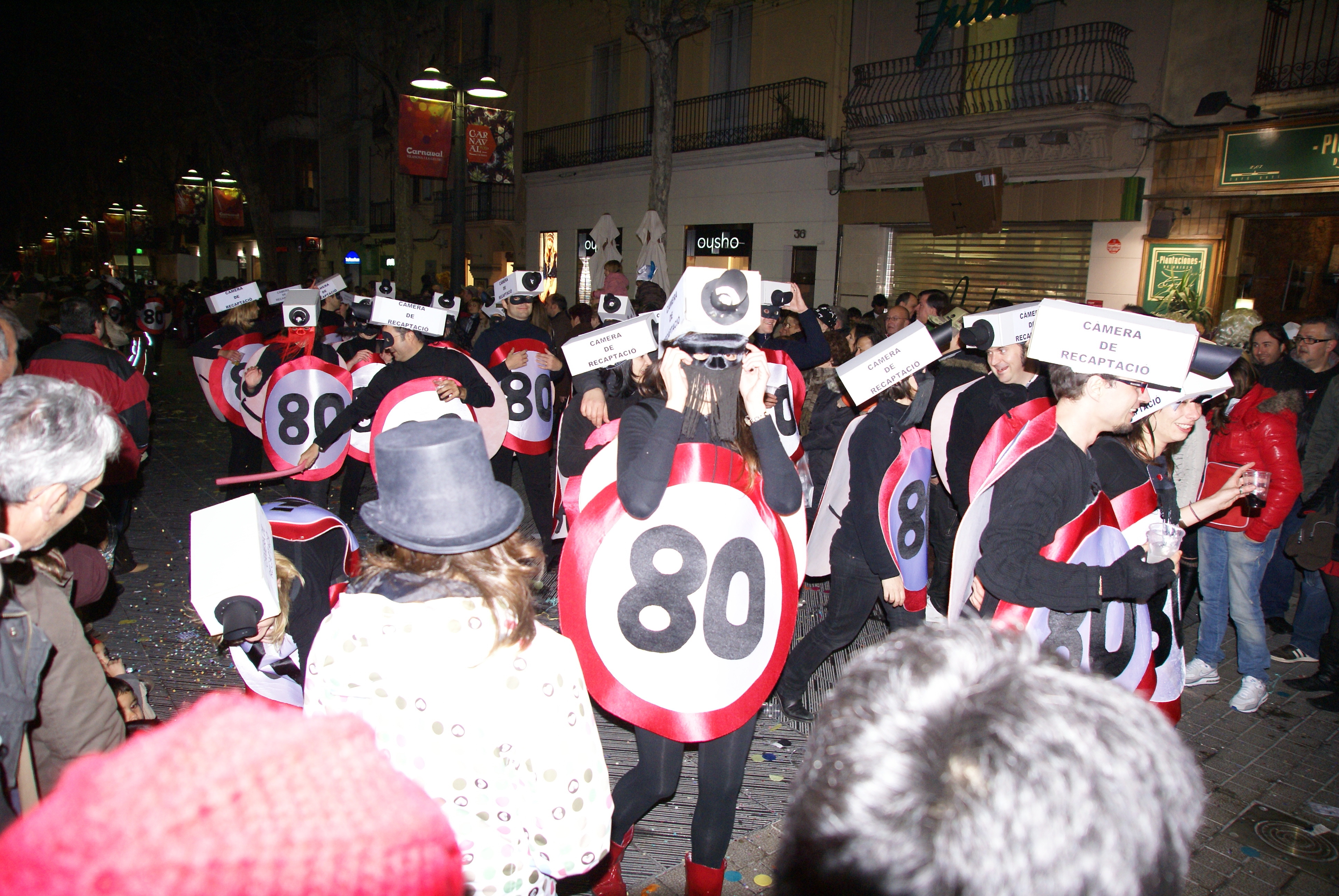
Arrivo del carnevale di Vilanova i la Geltrú.

Il Carnevale di Vilanova i la Geltrú è una celebrazione di radici tradizionali, con influenze del diciannovesimo secolo e contenente una gran diversità di pasti, balli, costumi, comparse, battaglie musica, con un'enorme partecipazione popolare.
A differenza degli altri carnevali, quello di Vilanova i la Geltrú ( Garraf ) è caratterizzato da una profonda critica humoristica sociale e politica, e della intera organizzazione per la società civile, attraverso la Federazione delle Associazioni per il Carnevale (FAC).
La sua storia risale a più di 250 anni di celebrazione ininterrotta, anche nei giorni della dittatura. Il loro evento più noto è "Les Comparses ", dove più di 10.000 coppie escono per le strade con le bandiere delle loro società accompagnate da musica. È stato dichiarato Festival tradizionale di interesse nazionale nel 1985 ed è stato riclassificato come Festa nazionale di interesse nazionale nel 2010. Gli eventi centrali cadono secondo il calendario lunare dal 29 gennaio al 10 marzo.

## Settimana di carnevale
La settimana di carnevale inizia il giovedì grasso e termina il mercoledì delle ceneri, ma il carnevale di Vilanova è preludio già la settimana precedente, con il Ball de Mantons . Il giovedì grasso inizia con le tradizionali xatonades e la Merengada . Il venerdi, l' arrivo del re del Carnevale, Sua Maestà il re del Carnevale, proclama lo stato di emergenza in città durante il suo regno. Il sabato continua con vari eventi e mascherate per strada, il carnevale dei bambini e la comparsa di uno degli elementi più singolari di questo carnevale, il Moixó Foguer . La domenica è il giorno centrale del Carnevale con Les Comparses. Lunedì continuano i balli in costume e l'apparizione dei satirici Cori di Carnevale, e martedì uno degli ultimi e più irriverenti atti come la comparsa di "Vidalot". Infine, il mercoledì delle ceneri, la morte del re Carnevale e l'atto della sepoltura della sardina, concludono il carnevale.

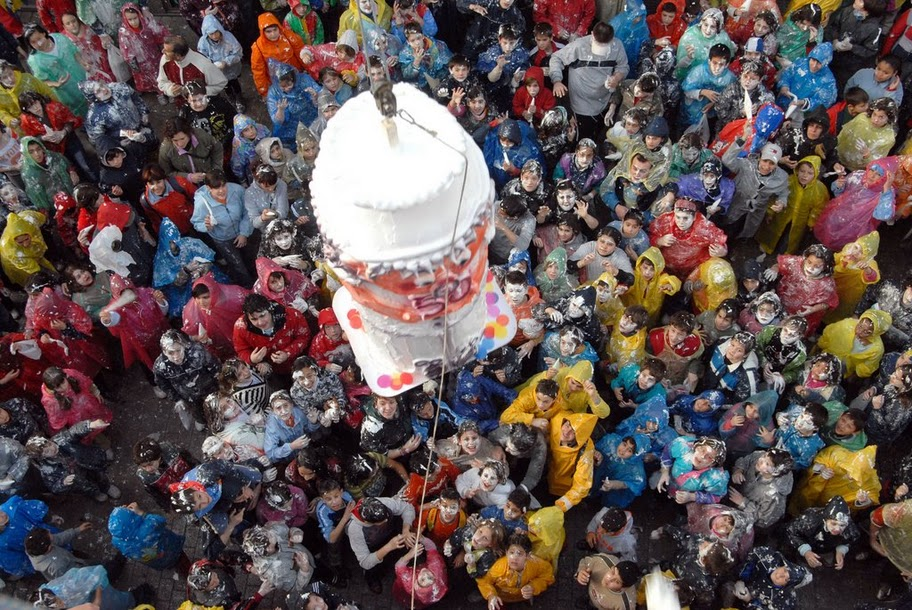
Torta di meringa gigante nella Merengada, uno dei primi atti del Carnevale di Vilanova i la Geltrú.

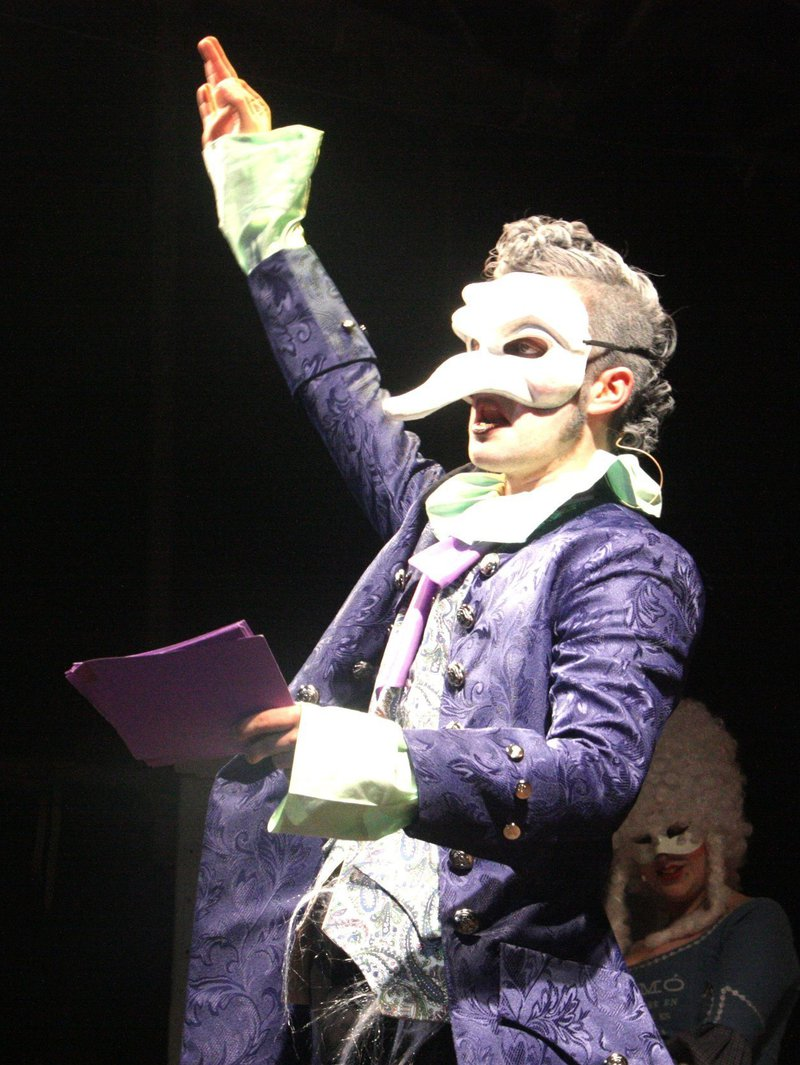
Sua Maestà il Re Carnevale, durante il Sermone sull'arrivo di Vilanova i la Geltrú.

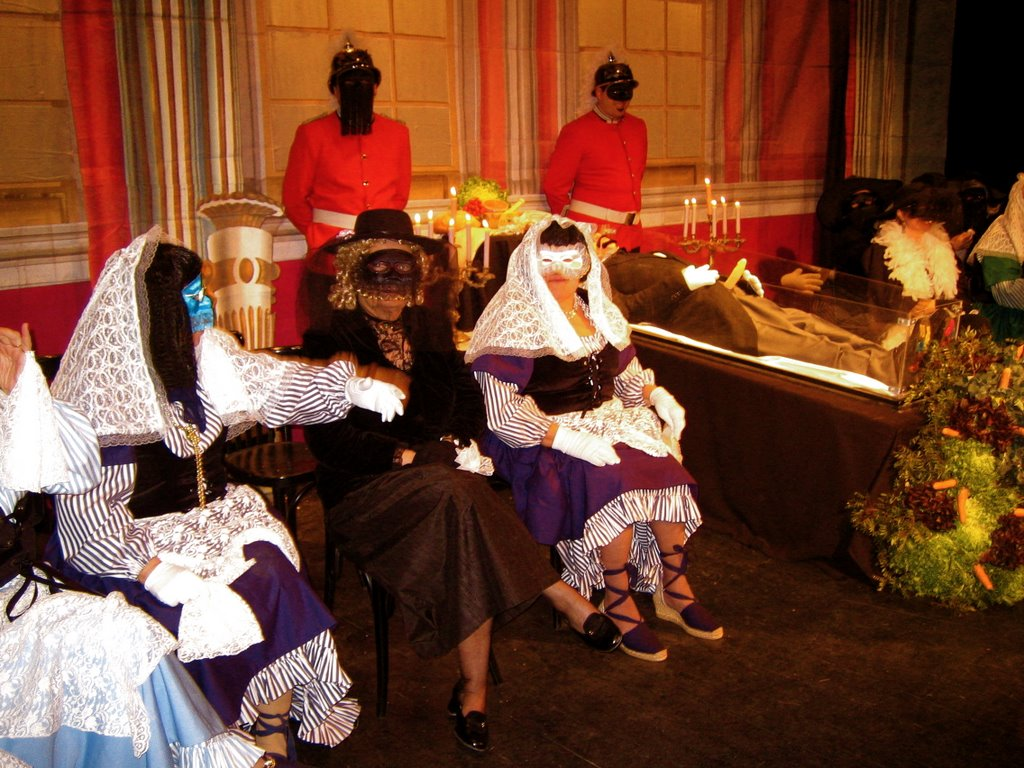
Il pianto accanto ai resti del re.